# Гилязов, Наиль Мингазович
Наиль Мингазович Гилязов (1935—2014) — советский работник промышленности, начальник цеха, Герой Социалистического Труда.

## Биография
Родился 13 июля 1935 года в Ярославле, куда после раскулачивания из Татарии были переселены его родители. После работы на торфоразработках родители с детьми вернулись в Казань. В годы Великой Отечественной войны отец Наиля попал в окружение и находился в концлагере, что в те времена накладывало отпечаток на всех родных.
Окончив 7 классов Казанской школы № 12, поступил на работу на Казанский завод «Точмаш» учеником станочника. Через год был переведён инструментальный цех, где Наиль Гилязов освоил специальность слесаря-лекальщика. Отслужив в Советской армии, вернулся домой и устроился на работу на новый завод «Теплоконтроль», где раскрылись качества Гилязова, как квалифицированного специалиста. Здесь он без отрыва от производства окончил вечернюю школу и механический техникум; стал общественником — был избран секретарем комсомольской организации цеха, вырос до начальника цеха производственного объединения «Теплоконтроль». Также был избран председателем республиканского совета наставников при обкоме комсомола.
В 1975 году избран слесарь-лекальщик завода «Теплоконтроль» Наиль Мингазович Гилязов депутатом Верховного Совета РСФСР IX созыва от Татарской АССР (Приволжский избирательный округ)
В 1986 году избран депутатом Казанского городского Совета, перешел на работу в горисполком.
В настоящее время находится на пенсии и проживает в Казани, ведёт активный образ жизни.

## Награды
- В 1971 году Н. М. Гилязову было присвоено звание Героя Социалистического Труда с вручением ордена Ленина (за образцовое выполнение заданий VIII пятилетки).
- Также был награждён орденом Трудового Красного Знамени и медалями.